# Marianne Berens
Marianne Elisabeth Berens, född 22 april 1930 i Saltsjöbaden i Stockholms län, död 14 september 2019, var en svensk violinist vid Kungliga Hovkapellet.
När Berens var aktiv som violinist i hovkapellet var hon en av fem kvinnor. Samtidigt var hon mor åt ett gossebarn, vilket ansågs utmanande eftersom rollen som violinist var krävande sett till arbetstiderna.
Berens musicerade förutom i Kungliga Hovkapellet även i Sveriges radio.
Hon var gift med Tage Giron samt var syster till arkitekten Lennart Bergström och konstnären Bogga Bergström. Marianne Berens är gravsatt i minneslunden på Skogsö kyrkogård.

## Radioprogram (urval)
- 1959 – Hoffmans äventyr
- 1960 – Stråkkvartetten